# Эр-Ракка (мухафаза)
Эр-Ра́кка, ранее — Ра́кка (араб. مُحافظة الرقة‎) — одна из 14 мухафаз на севере Сирии. Административный центр — город Эр-Ракка. Площадь — 19 616 км², население — 854 000 человек (2007 год).

## География
На северо-востоке граничит с мухафазой Эль-Хасака, на востоке с мухафазой Дайр-эз-Заур, на юге с мухафазой Хомс, на юго-западе с мухафазой Хама, на западе с мухафазой Алеппо, на севере с Турцией. С запада на восток мухафазу пересекает река Евфрат, на которой расположено водохранилище Эль-Асад.

## Административное деление
Мухафаза разделена на 3 района:
| Район              | Административный центр | Карта |
| ------------------ | ---------------------- | ----- |
| Эт-Телль-эль-Абьяд | Эт-Телль-эль-Абьяд     |       |
| Эс-Саура           | Эс-Саура               |       |
| Эр-Ракка           | Эр-Ракка               |       |

## Гражданская война
Во время гражданской войны в провинции была образована группа вооружённой оппозиции «Революционная бригада Ракки» (Liwa Thuwwar al-Raqqa (араб. لواء ثوار الرقة‎, liwā' thūwwār ar-raqqah; англ. Raqqa Revolutionaries' Brigade). Группа образована в сентябре 2012.
В марте 2013 года в результате Битвы за Эр-Ракку главный город провинции был захвачен силами Исламского государства Ирака и Леванта, а к марту 2014 году уже вся провинция была под властью ИГИЛ. Однако сражения с правительственными войсками продолжались и летом 2014 года. В 2015 году на севере провинции активизировались курдские ополченцы.
17 октября 2017 года Эр-Ракка была освобождена Сирийскими демократическими силами.